# B. Mallapuram
B. Mallapuram là một thị xã panchayat của quận Dharmapuri thuộc bang Tamil Nadu, Ấn Độ.

## Nhân khẩu
Theo điều tra dân số năm 2001 của Ấn Độ, B. Mallapuram có dân số 11.488 người. Phái nam chiếm 52% tổng số dân và phái nữ chiếm 48%. B. Mallapuram có tỷ lệ 64% biết đọc biết viết, cao hơn tỷ lệ trung bình toàn quốc là 59,5%: tỷ lệ cho phái nam là 72%, và tỷ lệ cho phái nữ là 55%. Tại B. Mallapuram, 13% dân số nhỏ hơn 6 tuổi.